# Iriome González
Iriome González González (ur. 22 czerwca 1987 w Icod de los Vinos) – hiszpański piłkarz występujący na pozycji pomocnika w CD Lugo.